# Bruno Borchardt

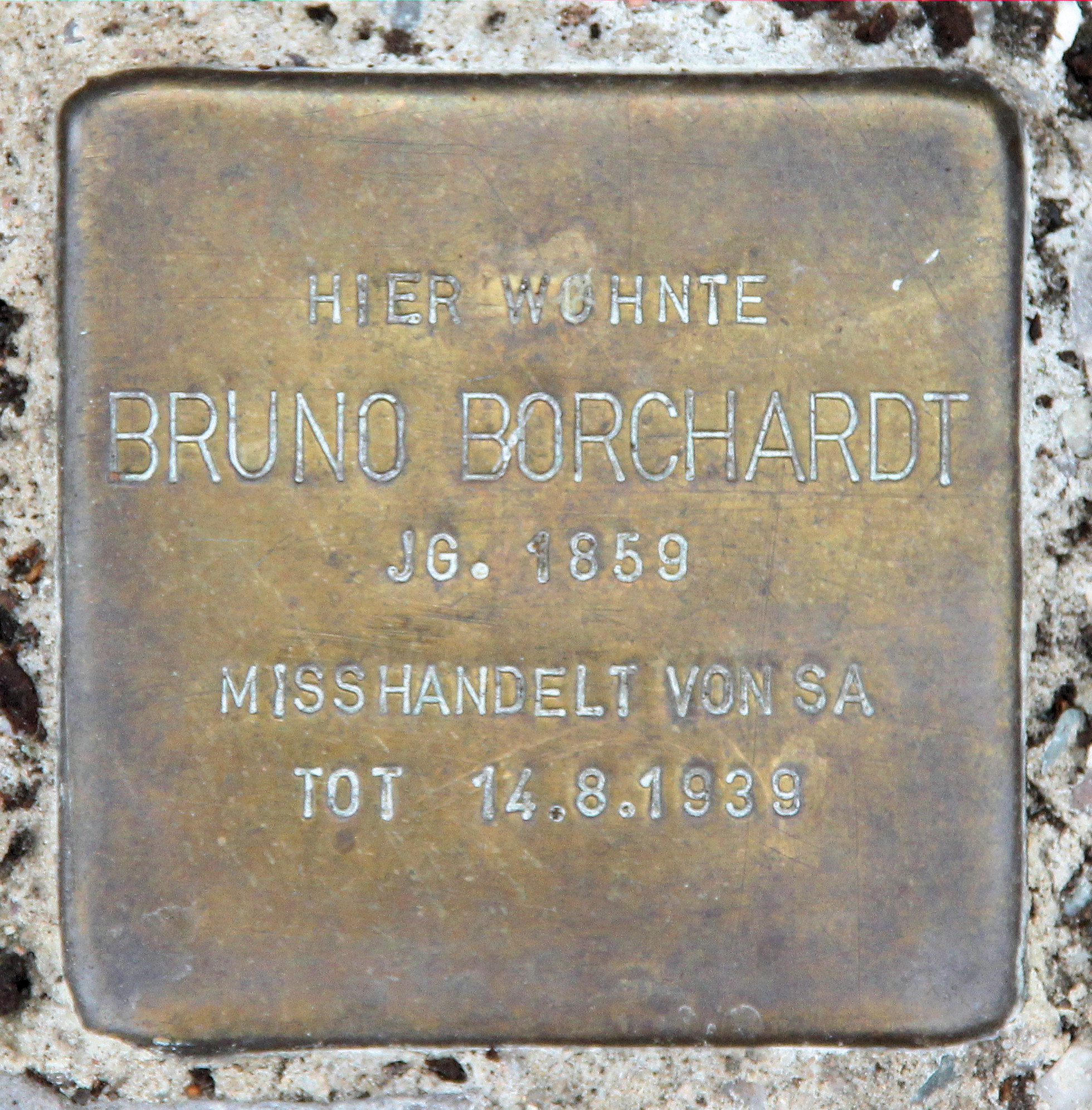
Stolperstein am Haus Lenther Steig 19, in Berlin-Siemensstadt

Bruno Borchardt (* 17. November 1859 in Bromberg; † 14. August 1939 in Falkensee) war ein deutscher Politiker und Schriftsteller.

## Leben
Er entstammte einer deutsch-jüdischen Kaufmannsfamilie. Nach seiner Schulausbildung studierte er in Berlin die Fächer Mathematik und Physik. Im Jahr 1895 wurde er in promoviert und arbeitete anschließend als Gymnasiallehrer in Spandau bei Berlin. 1886 ließ sich Borchardt evangelisch taufen. Ab 1900 arbeitete er als freischaffender Publizist von Büchern und Aufsätzen auf dem Gebiet der Physik und war vor allem als Politiker tätig.
Bereits früh trat er in die SPD ein und war ab etwa 1890 als Lehrer in Arbeiterbildungsvereinen tätig. Ab 1901 wirkte er als Stadtverordneter der bis 1920 eigenständigen Stadt Charlottenburg. Ab 1912 war er Mitglied des Provinziallandtags Brandenburgs, zu dessen Präsidenten er 1919 gewählt wurde. Von 1921 bis 1926 war er Mitglied des Preußischen Staatsrats (der zweiten Kammer des preußischen Parlaments) für Berlin.
Als prominenter Gegner des Nationalsozialismus wurde er nach der „Machtergreifung“ 1933 verfolgt und schwer misshandelt. Das Novemberpogrom 1938 erlebte er in seinem Wohnort Falkensee, wo ihn die SA überfiel. Er wurde so schwer verletzt, dass er an den Folgen starb.
Vor seinem ehemaligen Wohnhaus in der Schönwalder Straße 35 in Falkensee wurde am 20. Juli 2007 zum Gedenken an ihn ein Stolperstein in den Weg eingelassen. Ebenso wurde am 18. November 2008 vor dem letzten Berliner Wohnsitz am Lenther Steig 19 in Siemensstadt ein Stolperstein verlegt.
Seine Tochter war die Schauspielerin und Schauspiellehrerin Marie Borchardt (1890–1969).